# Fysiotherapie

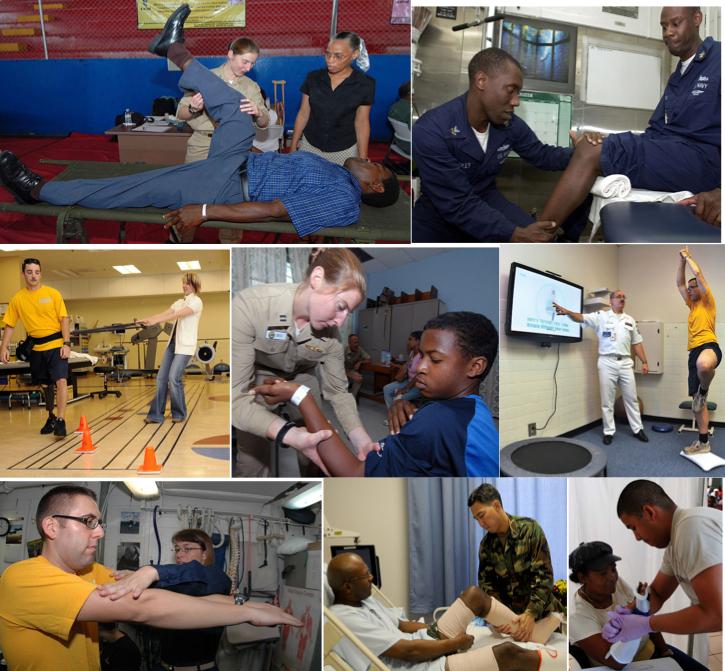
Fysiotherapie

Fysiotherapie of kinesitherapie is een paramedisch beroep dat zich bezighoudt met de behandeling van klachten aan het steun- en bewegingsapparaat van de mens. In Nederland spreekt men van fysiotherapie, in België van kinesitherapie.

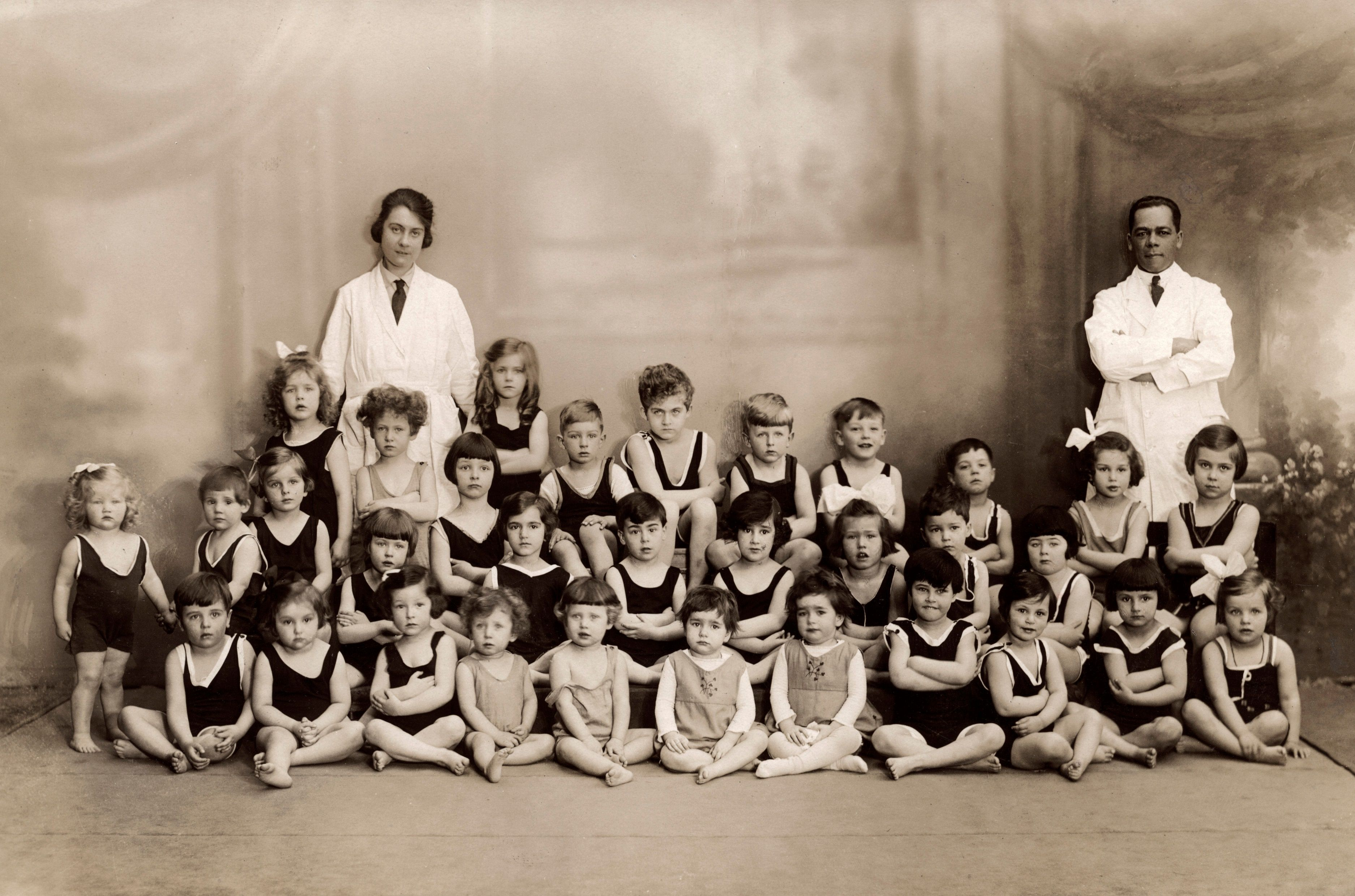
Inrichting voor Heilgymnastiek en massage voor zuigelingen en kleuters (1927)

De fysiotherapie is voortgekomen uit de heilgymnastiek, die tot de jaren 1960 werd beoefend door een heilgymnast. In Nederland is het Koninklijk Nederlands Genootschap voor Fysiotherapie (KNGF) de beroepsorganisatie van fysiotherapeuten, in België is dit Axxon.
Patiënten met klachten met betrekking tot het steun- en bewegingsapparaat worden, ondersteund door oefeningen of verschillende fysische therapieën, geholpen om beweeglijkheid te verbeteren of te behouden en pijn te verminderen. Er zijn verschillende vormen van fysiotherapie waarmee klachten worden behandeld zoals elektrotherapie, fysiotraining, fysische therapie, massagetherapie en oefentherapie.
De fysiotherapeut doet een lichamelijk onderzoek, stelt een behandelplan op en bespreekt dat met de patiënt. Het is altijd de patiënt die verantwoordelijk blijft voor zijn eigen genezing. De fysiotherapeut speelt hierbij een ondersteunende rol.
Het doel van de behandelingen kan bijvoorbeeld zijn:
- verbeterd functioneren van (deel)gebieden van het lichaam
- optimaal functioneren binnen de grenzen van een chronische aandoening
- pijn verminderen

## Specialisaties
Fysiotherapie kent onder andere de volgende specialisaties:
- Ademhalingskinesitherapie
- Arbeidsfysiotherapie
- Bedrijfsfysiotherapie
- Bekkenfysiotherapie (ook: bekkenbodemfysiotherapie)
- Dierenfysiotherapie
- Geriatrische fysiotherapie
- Kinderfysiotherapie
- Longfysiotherapie
- Manuele therapie
- Myofascialetherapie
- Oedeemtherapie
- Orofaciale fysiotherapie
- Psychosomatische fysiotherapie
- Sportfysiotherapie

## Opleiding
Een fysiotherapeut is een gediplomeerd beoefenaar van de fysiotherapie en in Nederland een beschermd beroep wat inhoudt dat iemand zich alleen zo mag noemen wanneer deze de vierjarige gelijknamige hbo-studie succesvol heeft afgerond en tevens een BIG-registratie bezit. Een kinesitherapeut kan een RIZIV-nummer verkrijgen als diegene ofwel een universitaire opleiding van 5 jaar achter de rug heeft. Vroeger was dit ook mogelijk na een opleiding van vier jaar aan een hogeschool.

## Vergoeding via zorgverzekering

### Nederland
In het Nederlandse zorgsysteem is fysiotherapie een van de meest gekozen dekkingen in het aanvullend pakket van zorgverzekeringen. In tegenstelling tot de basisverzekering is een aanvullende verzekering niet verplicht. De mate van vergoeding is sterk afhankelijk van de gekozen verzekering en kan variëren van enkele behandelingen tot het gehele behandeltraject. In Nederland kunnen mensen sinds 1 januari 2007 rechtstreeks een fysiotherapeut bezoeken als ze klachten hebben; voor deze datum had men een verwijzing van een huisarts of specialist nodig.

### België
In België wordt kinesitherapie terugbetaald na consultatie bij een arts. Nochtans zijn er goede redenen om kinesitherapie met directe toegang te verlenen. Bij maar liefst 85% van de musculosketale aandoeningen is een bezoek aan de huisarts overbodig